# Raymond Aubrac
Raymond Aubrac (31 tháng 7 năm 1914 – 10 tháng 4 năm 2012) là một nhà lãnh đạo của Kháng chiến Pháp trong Thế chiến thứ hai và là một kỹ sư dân sự sau Thế chiến thứ hai.

## Gia đình
Aubrac có ba đứa con. Hồ Chí Minh, một người bạn của Raymond Aubrac, trở thành cha đỡ đầu của đứa con thứ ba của Aubracs, con gái Elizabeth.

## Giải thưởng
- Grand-croix de la Légion d'honneur
- Croix de guerre 1939–1945
- Médaille de la Résistance avec rosette
- Chevalier du Mérite social
- Officier de l'Ordre Ouissam alaouite
- Ordre de l'Amitié de la République socialiste du Viêt Nam (Huân chương Hữu nghị Cộng hòa xã hội chủ nghĩa Việt Nam)
- Huân chương Hồ Chí Minh[2]